# Структурная группа Ассура
Структу́рная гру́ппа Ассу́ра (также просто гру́ппа Ассу́ра) — это такая кратчайшая кинематическая цепь,　образованная низшими парами пятого класса, при присоединении которой к любому плоскому механизму степень его подвижности не меняется.
Группа названа именем Леонида Владимировича Ассура, который и разработал методику их образования в 1916 году.
Группы Ассура делятся на классы, виды и порядки.
- Класс группы Ассура определяется классом наивысшего контура, входящего в неё.
- Вид группы Ассура определяется сочетанием вращательных (шарниров) и поступательных (ползунов) кинематических пар в данной группе.
- Порядок группы Ассура определяется по числу кинематических пар, которыми она крепится к механизму.

Профессор Дворников создал альтернативную универсальную структурную классификацию 